# Thanatus gnaquiensis
Thanatus gnaquiensis är en spindelart som beskrevs av Embrik Strand 1908. Thanatus gnaquiensis ingår i släktet Thanatus och familjen snabblöparspindlar.
Artens utbredningsområde är Peru. Inga underarter finns listade i Catalogue of Life.